# 龙华寺 (姚安)
龙华寺，原名卧佛寺，又名活佛寺，位于姚安县光禄镇西。原有卧佛庵，元代扩建。屡建屡毁。现存建筑为清光绪三十三年（1907年）重建，1985年维修。占地面积4372平方米，依山就势，坐西向东。大殿面阔面阔五间，单檐歇山顶，殿内佛道帐（佛龛）为现存较大一座。1981年9月23日，公布为第一批楚雄州文物保护单位；1993年11月16日，公布为第四批云南省文物保护单位；2006年，公布为第六批全国重点文物保护单位。

## 图片
- 山门
- 钟楼
- 大殿前檐